# Liste der Polizeipräsidenten von Breslau
Der vorliegende Artikel gibt einen listenmäßigen-chronologischen Überblick über die Personen, die als Polizeipräsidenten der schlesischen Stadt Breslau amtierten. Die Liste reicht bis zur Besetzung der Stadt Breslau durch die Rote Armee im Frühjahr und ihrer anschließenden Unterstellung unter polnische Verwaltung unter dem Namen Wroclaw.

## Chronologische Übersicht
- 1861: Gustav von Jagow (1813–1879)
- 1863 bis 1869: August von Ende (1815–1889)
- 1890 bis 1909: Paul Bienko (1845–1909)
- 1909 bis 1916: Heinrich von Oppen (1869–1925)
- 1916 bis 1917: Walther von Miquel (1869–1945)
- ? bis September 1920: Eugen Ernst (1864–1954)
- September 1920 bis 12. September 1921: Ernst Liebermann[1]
- September 1921 bis 1926 [?]: Wilhelm Kleibömer
- 1926 bis 1928 (?):
- 1928 bis Juli 1929 (kommissarisch): Walter Thaiss
- Juli 1929 bis Mitte Februar 1933: Walter Thaiss (1881–?)
- Mitte Februar 1933 bis Ende März 1933: Joachim Friedrich von Alt-Stutterheim (1889–1950)
- Ende März 1933 bis 30. Juni 1934: Edmund Heines (1897–1934)
- Anfang Juli 1934 (kommissarisch): Jürgen von Kamptz (1891–1954)
- Juli 1934 bis 1942: Albrecht Schmelt (1899–1945)
- 25. Oktober 1940 bis 18. April 1941 (kommissarisch): Franz Breithaupt
- 1943 bis April 1945: Otto Ullmann (1899–1955)